# 厄爾本角
厄爾本角（英語：Urban Point），是南極洲的海岬，位於埃爾斯沃思地，處於阿恩斯布拉克冰川終點以東3.7公里，屬於赫里蒂奇嶺中企業山的一部分，美國地質調查局根據測量和美國海軍拍攝的空中照片繪入地圖，現時由南極條約體系管理。